# مسلم گورسس
مسلم آکباش (ترکی استانبولی: Müslüm Akbaş؛ زاده ۷ مهٔ ۱۹۵۳ – درگذشته ۳ مارس ۲۰۱۳) که با نام هنری مسلم گورسس (ترکی استانبولی: Müslüm Gürses) شناخته می‌شود، بازیگر و خواننده اهل ترکیه بود. وی بین سال‌های ۱۹۷۵ تا ۲۰۱۳ میلادی فعالیت می‌کرد. او به علت صدای پرقدرتش فامیلی‌اش را به گورسس یعنی صدای پرقدرت تغییر داد. مسلم نام فیلمی است که زندگی‌نامه مسلم گورسس را نشان می‌دهد. او در ۳ مارس ۲۰۱۳ به دلیل نارسایی ریوی و قلبی پس از عمل جراحی بای پس و کاهش سلامتی در طول مراقبت‌های پس از عمل درگذشت.
وی در دوران کودکی خود زندگی سخت و پر دردسرِی داشت. خانواده او به دلیل تنش های زیاد بین پدرش که از مشکلات روانی رنج می برد و دیگر اعضای خانواده مادرش را در سن نوجوانی از دست داد.او در همان اوایل نوجوانی اش صدایش توسط معلمان مدرسه و دیگر اعضا مورد تحسین قرار گرفت و راه آینده خود را بر اساس موسیقی و خوانندگی بنا کرد.ابتدا در کاباره ها با خواننده های مختلف شروع به اجرا کرد و با پخش صدا و خوانندگی فوق العاده آش محبوبیت زیادی را بین مردم ترکیه کسب کرد.

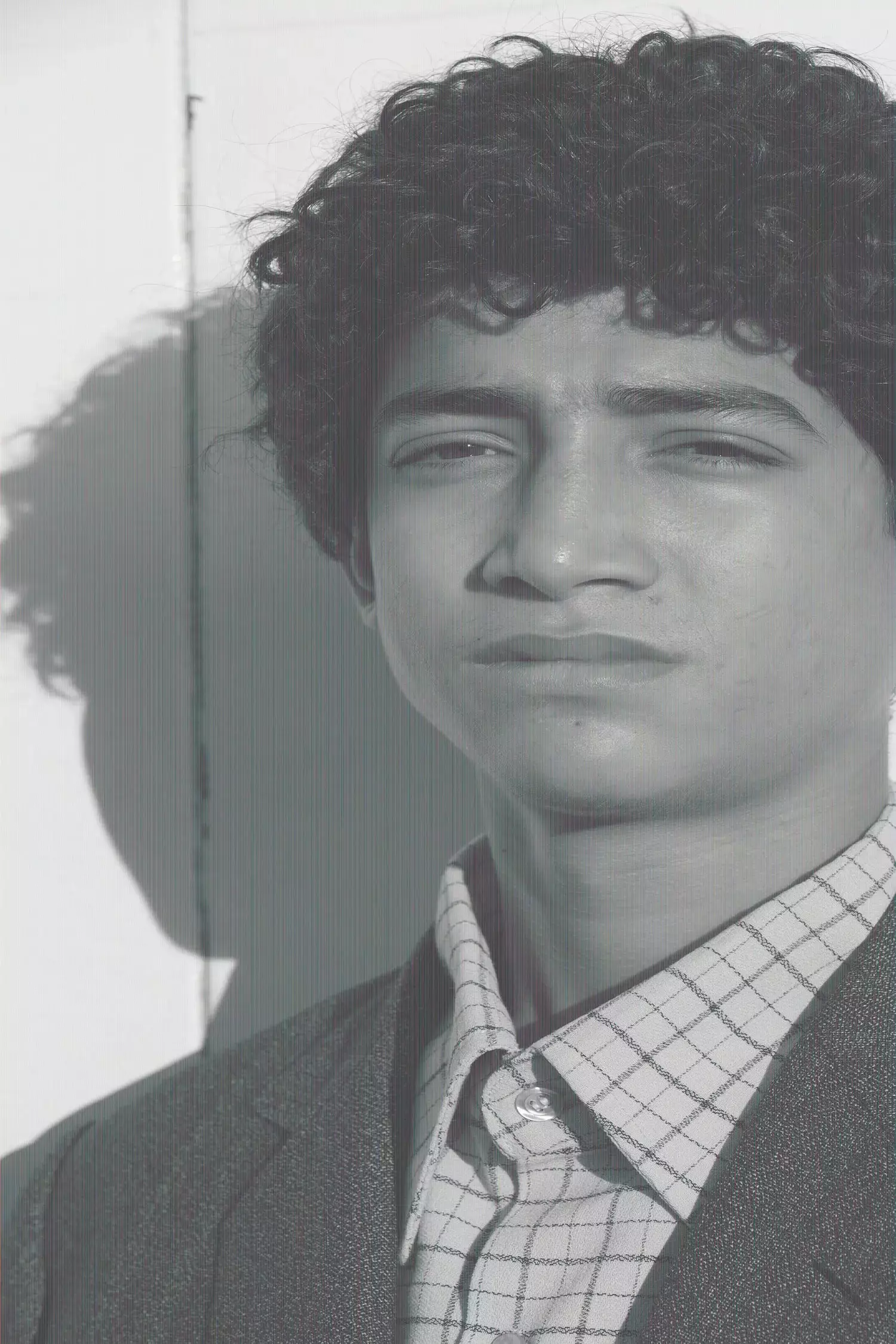
مسلم در نو‌جوانی